# Crepory Franco
Romualdo Crepory Barroso Franco, ou somente Crepory Franco, (Aveiro, 20 de novembro de 1895 – local não informado, 1º de outubro de 1965) foi um filósofo, professor, advogado, promotor de justiça, notário e político brasileiro que foi deputado federal pelo Maranhão.

## Dados biográficos
Filho de Torquato da Silva Franco e Joana Barroso Franco. Graduado em Filosofia, Ciências Naturais e Matemática na Pontifícia Universidade Gregoriana em Roma, diplomou-se em Direito em 1919 pela Universidade Federal do Pará. Promotor de justiça no interior paraense, atuou como advogado em seu estado e no Maranhão.
Juiz substituto em São Luís, assumiu o cargo de procurador-geral do estado em 1924 no governo Godofredo Viana onde ficou dois anos. Professor de Filosofia no Liceu Maranhense, exerceria também os cargos de procurador da República, consultor do Banco do Brasil e chefe do Departamento Jurídico do Instituto Brasileiro do Café. Eleito deputado federal pelo PSD do Maranhão em 1945, esteve entre os subscritores da Constituição de 1946.
Convocado a exercer o mandato como suplente na legislatura seguinte, faleceu no exercício da função de notário às vésperas de completar setenta anos.